# دیر باکفست
دِیر باکفَست (انگلیسی: Buckfast Abbey) یک دیر در روستای باکفست در نزدیک شهرک باکفستلی، انگلستان است.
این دیر که در سال ۱۰۱۸ میلادی به عنوان یک صومعه در نظام سنت بندیکت ساخته شده بعدها به عنوان دیر مورد استفاده قرار گرفته است.

## نگارخانه

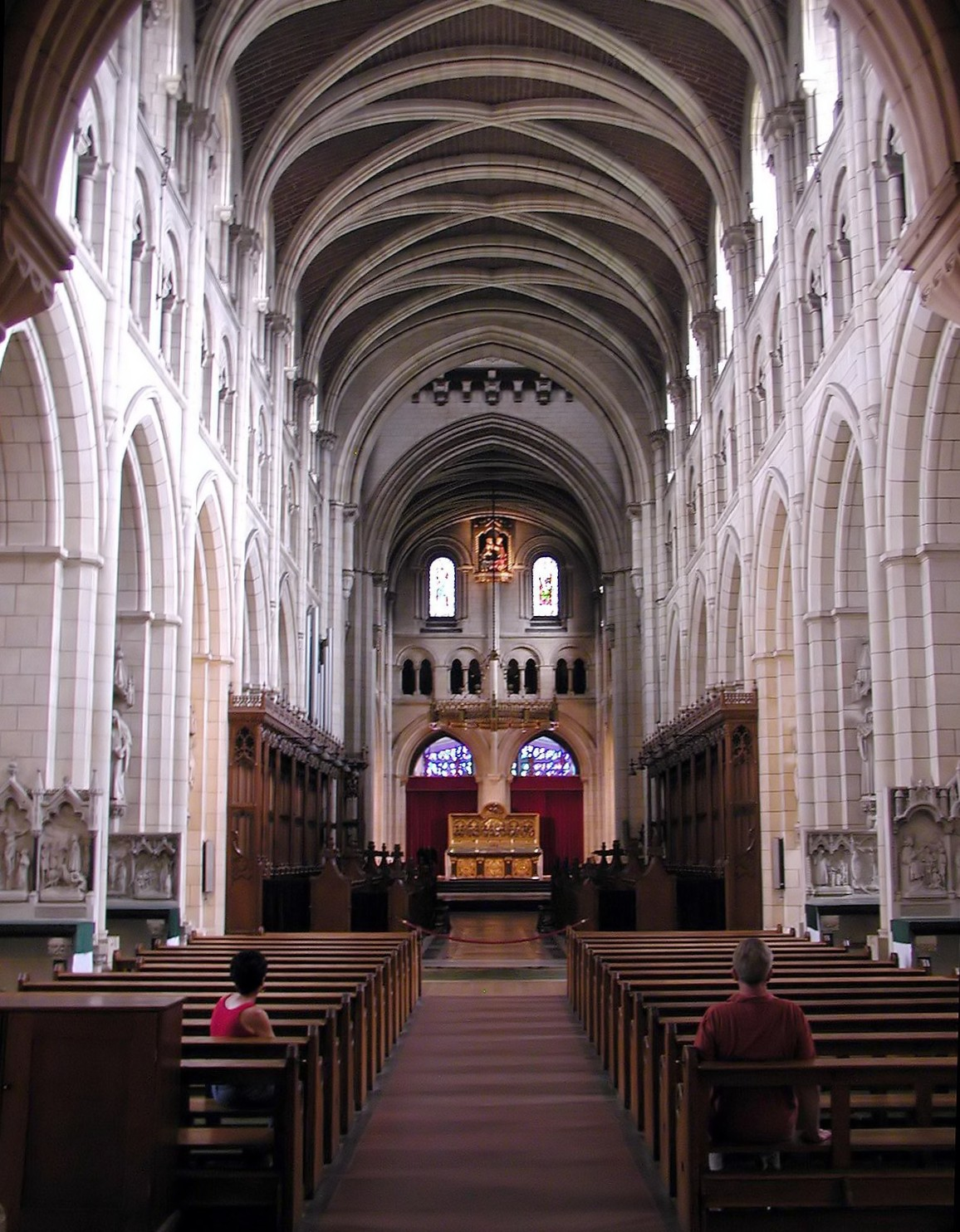
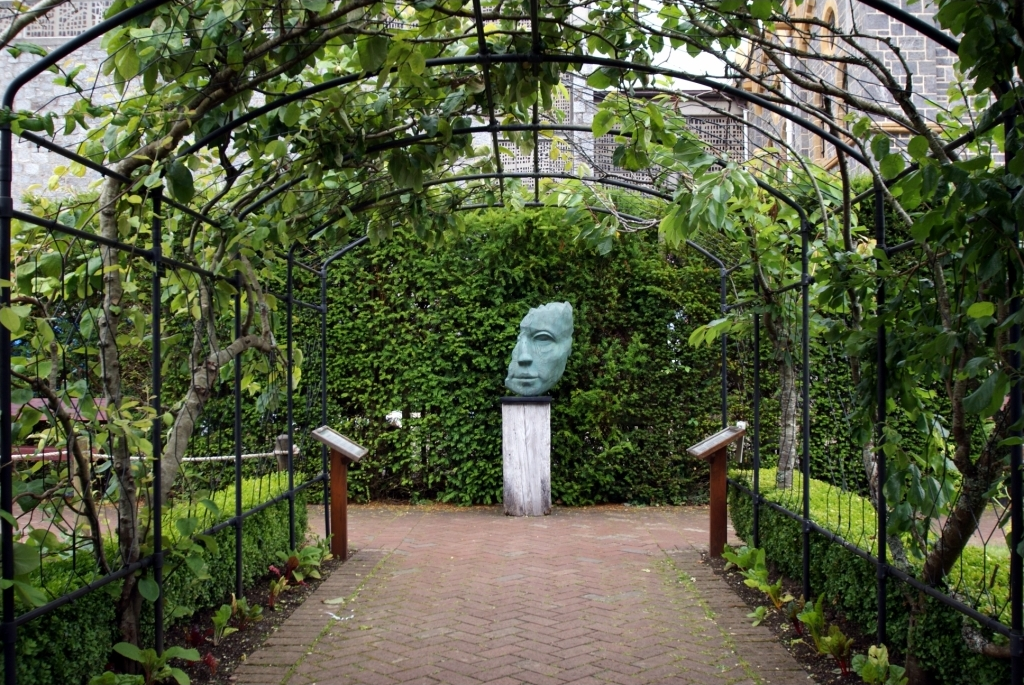
Abbey Gardens
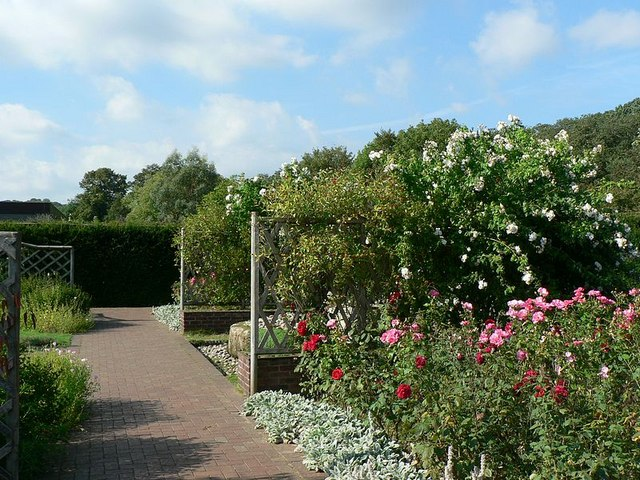
Sensory Garden
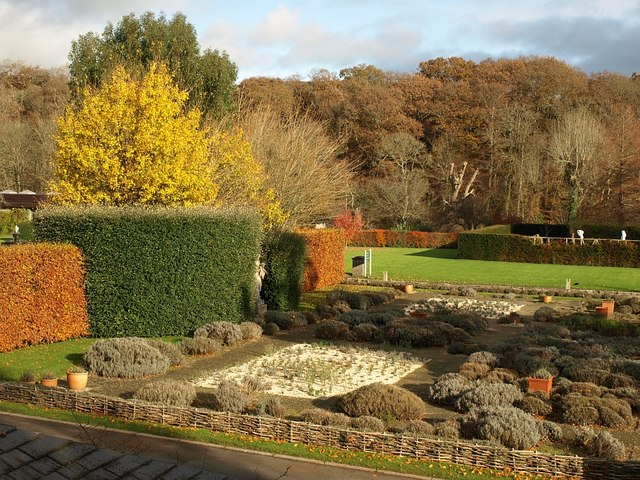
Lavender Garden
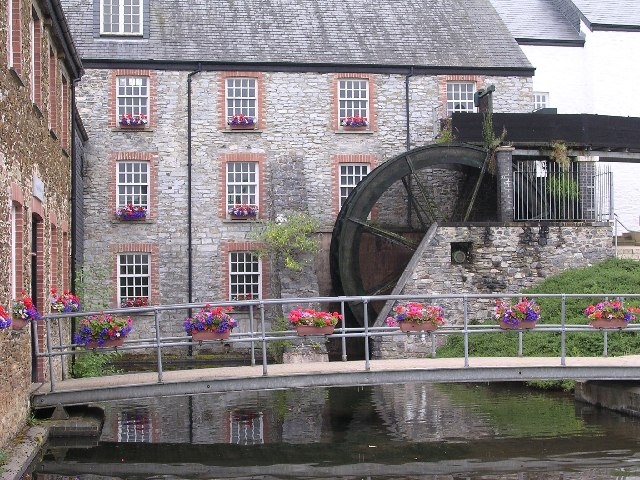
Abbey Water Mill
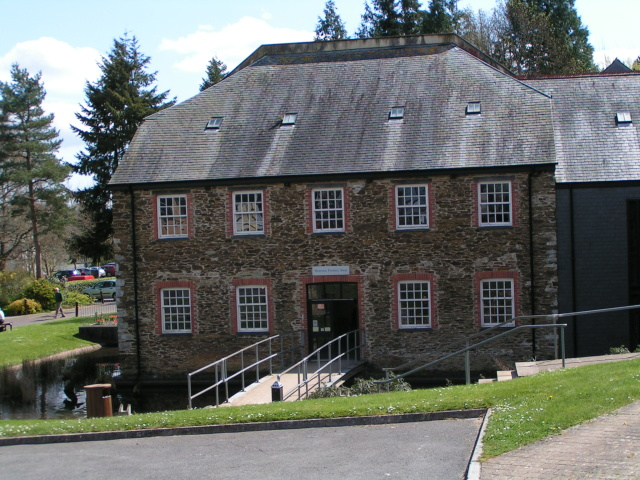
Monastic Produce Shop
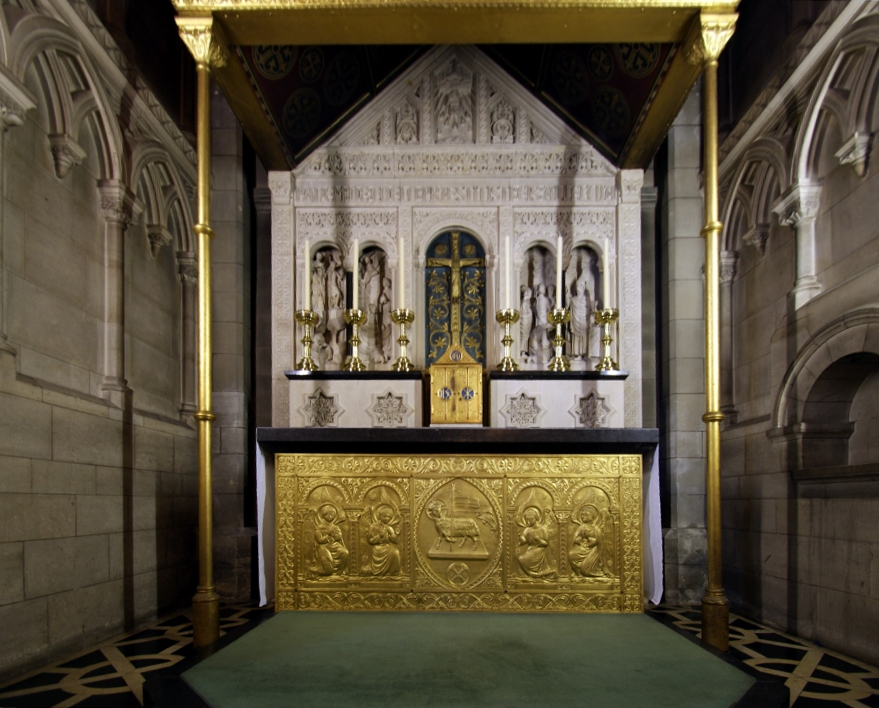
Side Altar
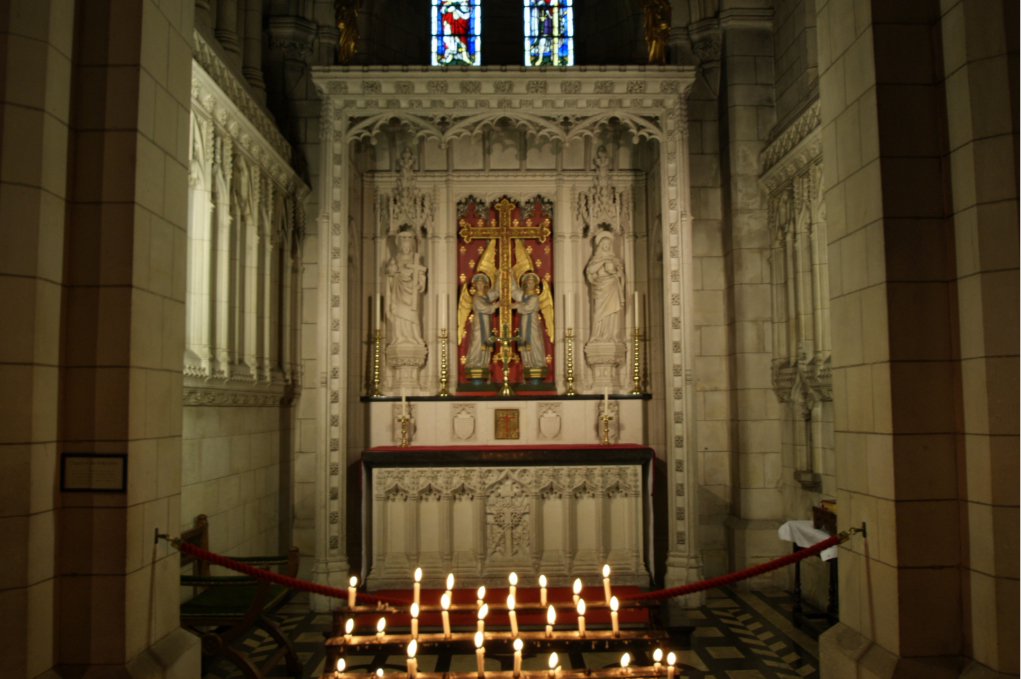
Side Chapel
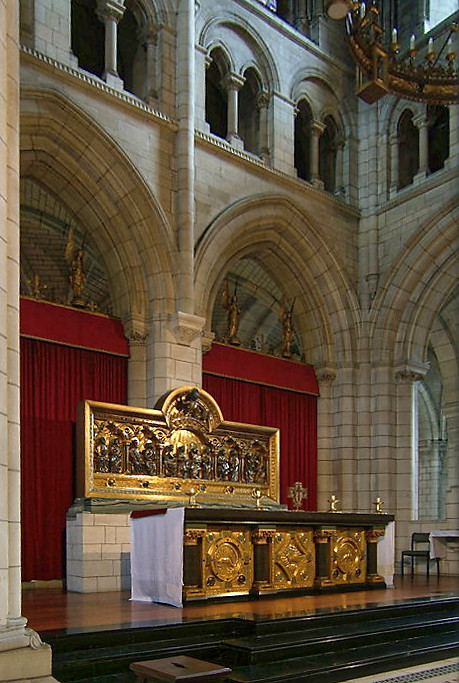
Main Altar
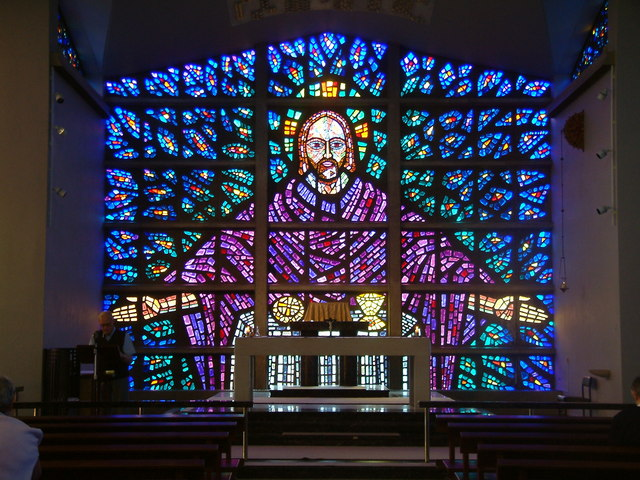